# Символ шекеля

Символ нового шекеля
Офіц. назва: New sheqel sign
Юнікод: U+20AA
HTML-код: або
UTF-16: 0x20AA
URL-код: %E2%82%AA

Символ шекеля або знак шекеля (₪) — типографський символ, який належить до групи «Символи валют» (англ. Currency Symbols) стандарту Юнікод й має назву «Символ нового шекеля» (англ. New sheqel sign); код — U+20AA. Його основне призначення — графічне відображення нового шекеля — національної валюти Ізраїлю.
З 1980 по 1985 рік як символ шекеля використовувалася стилізована літера «ש» (Шин) — .
Характерні символи, які виконують ці функції: для старого шекеля — ש • ; для нового шекеля — ₪ • ש"ח • ש • NIS. Крім того, для їх короткого представлення використовуються коди стандарту ISO 4217: відповідно, ILR та ILS (376).

### Юнікод і введення
Символ має Unicode із значенням U+20AA ₪ NEW SHEQEL SIGN (8362decimal⧼dot-separator⧽ HTML &#8362;). Він був введений в Unicode з червня 1993 року, версія 1.1.0.
Відповідно до стандартної івритської клавіатури (SI 1452) його потрібно набрати як AltGr-A (буква ש з'являється на тій самій клавіші в звичайному івриті). Його можна ввести в Microsoft Windows на стандартній розкладці на івриті, натиснувши AltGr і 4 (Shift-4 видає символ долара). Знак шекеля, однак, не намальований на більшості з клавіатур, проданих в Ізраїлі. В системі Ubuntu його можна ввести, утримуючи Ctrl+Shift+u, відпустити (u з підкресленням), а потім набравши Unicode 20aa пробіл. У Mac OS X його можна ввести як Shift+7, коли у системі встановлено іврит на клавіатурній розкладці.

## Написання і використання

Символ шекеля (1980—1985)

Символ ₪ являє собою монограму з двох літер івриту — ש (Шин) і ח (Хет), з яких починається повна назва ізраїльської національної валюти «новий шекель» (івр. שקל חדש). Ще один варіант утвореного від тих же букв скорочення — ש"ח (вимовляється як «шах»). Одночасно з цими символами в Ізраїлі активно використовується абревіатура NIS (від англ. New Israeli Sheqel), що означає «новий ізраїльський шекель».
Символ шекеля (введений в 1980 році), грошової одиниці, яка передувала новому шекелю (введений 22 вересня 1985 року),— стилізована буква ש (Шин) — .
У тексті на івриті символ шекеля встановлюється зліва від числа (наприклад, ₪12,000), як й символ долара ($). Знак або не відділяється від числа пробілом, або відділяється вузьким пробілом.

Два шляхи представлення шекелів. Символ "₪" ліворуч та абревіатура "ש״ח" праворуч використовуються взаємозамінно. (символи не повинні бути меншими, ніж цифри, тут це зроблено для наочності)

### Список грошових одиниць Держави Ізраїль з назвою«шекель»
(таблиця ↓)
| Грошова одиниця (англ. та/чи на мові країни емітента) | Держава (територія) | Період ходження | Варіанти короткого відображення | Варіанти короткого відображення | Приклади використання | Приклади використання |
| Грошова одиниця (англ. та/чи на мові країни емітента) | Держава (територія) | Період ходження | коди ISO 4217                   | символи                         | на грошових знаках    | на марках             |
| ----------------------------------------------------- | ------------------- | --------------- | ------------------------------- | ------------------------------- | --------------------- | --------------------- |
| Існуючі валюти                                        |                     |                 |                                 |                                 |                       |                       |
| Новий шекель (англ. new sheqel; івр. שקל חדש)         | Ізраїль             | 1985 — досі     | ILS (376)                       | ₪ • ש"ח • ש • NIS               |                       |                       |
| Історичні валюти                                      |                     |                 |                                 |                                 |                       |                       |
| [Старий] шекель (англ. sheqel; івр. שקל)              | Ізраїль             | 1980—1985       | ILR                             | ש •                             |                       |                       |